# Паста за зубе
Паста за зубе је помоћно средство за одржавање оралне хигијене. Њена основна намена је механичко уклањање наслага са зуба (у комбинацији са четкицом). Међутим, паста за зубе има и козметско-хигијенски ефекат (отклања задах из уста) и помаже у превенцији каријеса (првенствено захваљујући присуству флуорида).

## Састав
Главни састојци пасти су:
- абразивна средства (25-60%),
- конституенси (20-40%),
- вода (15-50%),
- боја (до 3%),
- детерџентне материје (до 2%),
- везивна средства (до 2%),
- ароматичне материје (до 1,5%),
- конзерванси,
- коригенси,
- стабилизатори,
- слатке материје,
- профилактичка средства (попут флуора),
- лековите супстанце итд.

Абразивне материје служе за чишћење и глачање површина зуба. Конституенси одржавају конзистенцију, док вода даје влажност и утиче на трајност пасте. Детерџенти смањују површински напон, имају емулгујући ефекат и отклањају плак и остатке хране са зуба. Везивне материје обједињују чврсте и течне компоненте у јединствену целину. Ароматичне супстанце дају пастама пријатан мирис и укус што утиче на мотивацију појединца за одржавање оралне хигијене, а такође освежава дах и пружа пријатан укус у устима. Стабилизатори и конзерванси спречавају стврдњавање, док остале материје утичу на изглед, укус, мирис и стабилност пасте за зубе.

## Врсте пасти
Поред уобичајених, постоје и пасте са специјалном наменом, профилактичке и медицинске пасте.
У пасте са специјалном наменом спадају пасте са флуором, пасте са хлорофилом, пасте са антибиотицима итд. Велики број студија је показао да примена пасте за зубе без флуора не доводи до значајније каријеса. Након што је флуор почео да се додаје пастама, запажено је смањење преваленце каријеса (посебно у развијеним земљама у којима су пасте доступније становништву). Због тога, око 90% пасти које се данас налазе у продаји садрже овај елемент у концентрацији од 1000 до 1500 mg F/kg (ppm). Пасте које садрже мање од 1000 ppm флуора су намењене за децу предшколског узраста. Хлорофил је састојак који смањује задах из уста и има кариостатично и антацидно дејство. Од антибиотика пастама се додају пеницилин, ванкомицин, терамицин, фиротрицин и сл.
Профилактичке пасте су намењене за машинско уклањање меких наслага са зуба у стоматолошкој ординацији. Оне садрже већи проценат абразивних материја у односу на обичне пасте, тако да њихова примена доводи до скидања површинског слоја глеђи. Због тога им се додају флуориди у високим концентрацијама (преко 10.000 ppm). Постоје и профилактичке пасте без флуорида које се користе пре заливања фисура на оклузалној површини бочних зуба итд.
Медицинске пасте садрже, поред уобичајених састојака, различите витамине, антибактеријске агенсе и др.